# Tuzi
Tuzi (chirilic: Тузи) este un oraș din Municipiul Podgorica, Muntenegru. Conform datelor de la recensământul din 2003, orașul are 3789 de locuitori (la recensământul din 1991 erau 2886 de locuitori).

## Demografie
În orașul Tuzi locuiesc 4857 de persoane adulte, iar vârsta medie a populației este de 31,3 de ani (31,1 la bărbați și 31,6 la femei). În localitate sunt 1161 de gospodării, iar numărul mediu de membri în gospodărie este de 4,18.
Populația localității este foarte eterogenă.
|  |

| Demografie | Demografie | Demografie |
| An         | Locuitori  | Locuitori  |
| ---------- | ---------- | ---------- |
|            |            |            |
|            |            |            |
|            |            |            |
|            |            |            |
| 1948       | 1118       |            |
| 1953       | 1286       |            |
| 1961       | 1606       |            |
| 1971       | 2059       |            |
| 1981       | 2720       |            |
| 1991       | 2886       | 2477       |
| 2003       | 5012       | 3789       |

| \| Componența etnică conform recensământului din 2003[2] \| Componența etnică conform recensământului din 2003[2] \| Componența etnică conform recensământului din 2003[2] \| Componența etnică conform recensământului din 2003[2] \| Componența etnică conform recensământului din 2003[2] \| \| ----------------------------------------------------- \| ----------------------------------------------------- \| ----------------------------------------------------- \| ----------------------------------------------------- \| ----------------------------------------------------- \| \| \| \| \| \| \| \| Albanezi \| Albanezi \| \| 2251 \| 59,4% \| \| Bosniaci \| Bosniaci \| \| 584 \| 15,41% \| \| Musulmani \| Musulmani \| \| 466 \| 12,29% \| \| Muntenegreni \| Muntenegreni \| \| 293 \| 7,73% \| \| Romi \| Romi \| \| 62 \| 1,63% \| \| Sârbi \| Sârbi \| \| 22 \| 0,58% \| \| Croați \| Croați \| \| 4 \| 0,1% \| \| Macedoneni \| Macedoneni \| \| 1 \| 0,02% \| \| necunoscută \| necunoscută \| \| 27 \| 0,71% \| |              |  |      |        |
| Componența etnică conform recensământului din 2003 |              |  |      |        |
| |              |  |      |        |
| Albanezi | Albanezi     |  | 2251 | 59,4%  |
| Bosniaci | Bosniaci     |  | 584  | 15,41% |
| Musulmani | Musulmani    |  | 466  | 12,29% |
| Muntenegreni | Muntenegreni |  | 293  | 7,73%  |
| Romi | Romi         |  | 62   | 1,63%  |
| Sârbi | Sârbi        |  | 22   | 0,58%  |
| Croați | Croați       |  | 4    | 0,1%   |
| Macedoneni | Macedoneni   |  | 1    | 0,02%  |
| necunoscută | necunoscută  |  | 27   | 0,71%  |